# Kuzgölcük, Reşadiye
Kuzgölcük là một xã thuộc huyện Reşadiye, tỉnh Tokat, Thổ Nhĩ Kỳ. Dân số thời điểm năm 2011 là 27 người.